# Martin Ruskowski

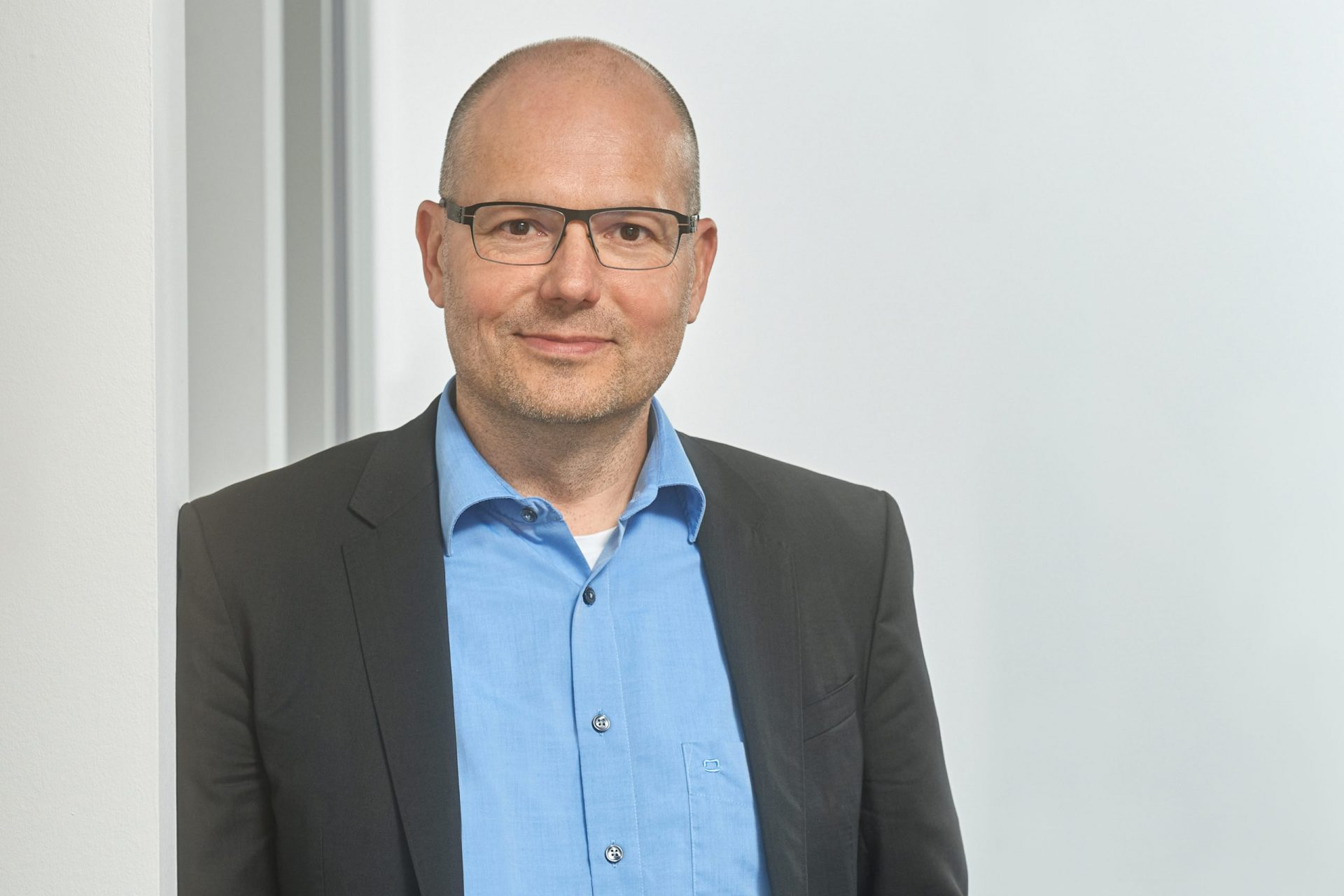
Martin Ruskowski, 2023

 Martin Ruskowski  (* 1969 in Hannover) ist ein deutscher Ingenieur und Hochschullehrer.

## Leben
Ruskowski promovierte 2004 am Institut für Mechanik der Leibniz Universität Hannover über Aktive Magnetführungen im Werkzeugmaschinenbau. 2005 begann er in unterschiedlichen Führungspositionen für Industrieunternehmen wie Lenze Gruppe, Carl Cloos Schweißtechnik oder KUKA Industries zu arbeiten. Seit 2017 leitet er als Professor für Werkzeugmaschinen den Lehrstuhl „Werkzeugmaschinen und Steuerungen“ an der Rheinland-Pfälzischen Technischen Universität in Kaiserslautern (ehemals TU Kaiserslautern). Im gleichen Jahr wurde er Wissenschaftlicher Direktor des Forschungsbereichs Innovative Fabriksysteme am Deutschen Forschungszentrum für Künstliche Intelligenz.
2019 übernahm Ruskowski den ehrenamtlichen Vorstandsvorsitz der SmartFactory-KL von Detlef Zühlke. Er entwickelte die Idee von Industrie 4.0 mit Wissenschaftlern und Vereinsmitgliedern weiter. Die Vision Production Level 4 (PL4) berücksichtigt die technische Entwicklung und praktische Erfahrungen seit 2011. Besonderen Wert legt er auf die Rolle des Menschen in der Produktion der Zukunft.
2020 wurde der erste PL4-Demonstrator der Welt vorgestellt. Ruskowski konstatiert, dass die 4. Industrielle Revolution bereits im Gange ist.

## Auszeichnungen
- 2005 Dr.-Jürgen-Ulderup-Preis der Universität Hannover für herausragende Promotionsleistungen
- 2005 Scientific Award BMW Group[12]

## Ehrenämter
Vorstandsvorsitzender der Technologie-Initiative SmartFactory KL e.V.

## Beiratstätigkeiten (ehrenamtlich)
- 2020 – heute Aufsichtsrat SmartFactory-EU
- 2020 – heute Ausstellerbeirat Hannover-Messe
- 2020 – heute Programmausschuss Automatisierungskongress Baden-Baden (VDI)
- 2013 – 2015 Technischer Beirat, Laser Zentrum Nord
- 2012 – 2015 EU Robotics aisbl
- 2008 – 2011 Deutscher Verband für Materialforschung und -prüfung e.V.

## Werke (Auswahl)
- Sichere und effiziente Produktion durch Agentensysteme. In: atp 11/12, 2022.
- Industrial Edge Cloud für die Smart Factory. In: atp 04, 2022.
- Production Level 4 – Der Weg zur zukunftssicheren und verlässlichen Produktion. Kaiserslautern 2022. Download.
- Smart Safety – Das Konzept Knowledge Graph zur Umsetzung von Safety in Digitalen Zwillingen. Kaiserslautern 2022. Download.
- Industrial Edge Cloud. Kaiserslautern 2021 Download.